# Kebapetse Gaseitsiwe
Kebapetse „Bobby“ Gaseitsiwe (* 14. November 1966) ist ein ehemaliger botswanischer Mittelstreckenläufer.

## Sport
Gaseitsiwe nahm an den Olympischen Sommerspielen 1988 in Seoul und 1992 in Barcelona teil. Bei den Spielen in Seoul schied er im Wettkampf über 800 m sowie in der 4 × 400-m-Staffel jeweils in den Vorläufen aus. In der Staffel lief er mit Joseph Ramotshabi, Tobolane Kgarametso und Sunday Maweni. In Barcelona vier Jahre später ging er im Wettkampf über 1500 m an den Start. Auch hier schied er im Vorlauf aus.